# Dupa
Dupa, pseudonimo di Luc Dupanloup (Montignies-sur-Sambre, 12 febbraio 1945 – Ottignies-Louvain-la-Neuve, 8 novembre 2000), è stato un fumettista belga., noto per la sua serie Cubitus

## Biografia

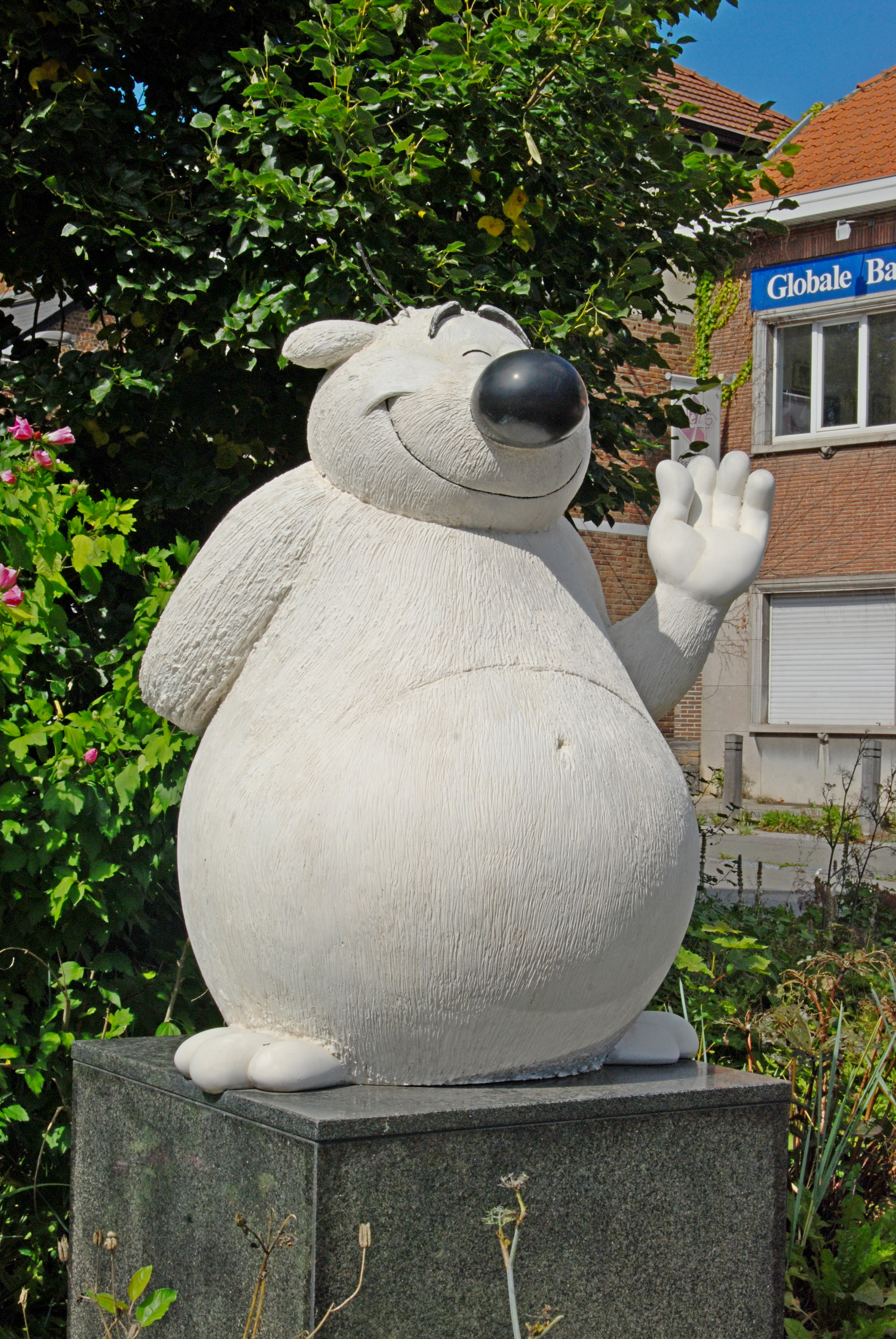
Statua di Cubitus a Limal

Luc Dupanloup è nato il 12 febbraio 1945 a Montignies-sur-Sambre, nella provincia di Hainaut. Figlio di André Dupanloup, pittore di talento ma poco conosciuto, Luc Dupanloup, detto Dupa, si interessa ai fumetti nel 1963 e si iscrive all'Accademia Reale di Belle Arti di Bruxelles su invito di Maurice Tillieux, il creatore di Gil Jourdan. Dopo aver studiato lì per tre anni, incontra Greg, allora caporedattore del giornale Tintin. Diventa suo assistente ed entra nello studio Greg come scenografo. Ha lavorato a serie come Fifi, Fleurette, Luc Junior, Constant Souci, Zig et Puce e, naturalmente, Achille Talon4. Con Dany ha lavorato anche alle serie Quentin Gentil e Les As,.
Nel 1968, Greg gli chiese di creare un personaggio per completare un numero del settimanale per il quale c'era una pagina vuota. Dupa disegnò una grossa palla di pelo bianco con le zampe e la chiamò con il nome di un osso, dato che era un cane. Cubitus nacque e fece il suo debutto in Tintin il 16 aprile 1968. Inizialmente senza padrone, un anno dopo fu adottato da un certo, un vecchio lupo di mare in pensione. Ha creato anche il personaggio di Petit Biniou, e ha condotto la serie dal 1968 al 1970 per lo stesso giornale.
Nel 1971, riprende i personaggi creati da Raymond Macherot, Chlorophylle e Minimum, e dà vita alle loro avventure per cinque anni, su sceneggiatura di Greg e poi di Bob de Groot.
Nel 1973, in concomitanza con l'uscita del film Alice nel Paese delle Meraviglie, insieme al collettivo Alice au Pays des Merveilles completa l'adattamento a fumetti in un solo mese: sceneggiata da Greg e pubblicata con gli pseudonimi Daluc (Dany e Dupa) e Turbo (Turk e Bob de Groot), la storia è stata pre-pubblicata su Le Soir ed è stata ristampata in un albo pubblicato da Lombard nel 1973, poi da MC Productions nel 1987.
Nel 1980 crea le avventure di Niky, un camionista. Tre albi sono stati pubblicati dalle Éditions du Lombard tra il 1985 e il 1988.Dupa entra nel genere fantasy come sceneggiatore di due one-shot in stile realistico scritti per il fumettista Éric: Coup d'œil e Le Verrou nella raccolta "Histoires fantastiques" pubblicata da Dargaud, rispettivamente nel 1984 e nel 1987.
Nel 1988, Cubitus è stato adattato come cartone animato da uno studio di animazione giapponese. Sono stati prodotti 144 episodi in totale.
Nel luglio 1992, Hello Bédé ha celebrato la millesima gag di Cubitus. Oltre a Cubitus, che occupava la maggior parte del suo tempo, Dupa si dedicava alle sue vecchie auto e moto,.
Data la sua grande produzione, Dupa è stato assistito successivamente da Tome e Janry dal 1977 al 1982 e poi da Jean-Marc Krings.
Dupa è morto l'8 novembre 2000, a soli cinquantacinque anni, in seguito a un'emorragia cerebrale. È sepolto nel cimitero di Limal.

## Postumo
Nell'ottobre 1994, le Poste belghe hanno emesso un francobollo di Cubito nell'ambito dell'emissione annuale "Filatelia giovanile ".
Il 7 dicembre 1994, la città di Bruxelles ha associato Cubito e il Manneken-Pis e li ha resi protagonisti di un affresco che ornava il frontone del numero 109 di rue de Flandre. L'affresco, che fa parte del percorso dei fumetti di Bruxelles, copre una superficie di 35 m2 ed è stato realizzato da Art Mural29.
Secondo Patrick Gaumer: "Dupa lavora soprattutto per i giovani ed è uno dei principali esponenti del fumetto classico belga".

## Pubblicazioni

### Albi a fumetti[21]
- Cubitus come sceneggiatore e disegnatore (Le Lombard)
- Chlorophylle come illustratore (3 volumi) (Le Lombard, serie "Vedette")
- Coup d'œil come sceneggiatore, con Éric (Dargaud, collana "Histoires fantastiques", 1984)[22]
- Niky17 (3 volumi) come sceneggiatore e disegnatore (Le Lombard 1985-1988)
- Le Verrou come sceneggiatore, con Éric (Dargaud, collana "Histoires fantastiques", 1987)[23]
- Constant Souci come disegnatore aggiunto.

## Premi e riconoscimenti
- 1973: Le Crayon d'Argent[4];
- 1982:  L'Aigle d'Or de la Ville de Nizza[4][24];
- 1984:  prix du meilleur livre pour enfant à la convention de la BD de Parigi[4];
- 1993:  110 d'Or décerné pour l'ensemble de son œuvre par le Festival BD d'Illzach (France)[4].

## Pubblicazioni

### Libri
: Documenti utilizzati come fonte per la stesura di questo articolo.
- Henri Filippini, Dictionnaire de la bande dessinée,[25] Paris, Bordas, 1989, 731 p., ill.  (OCLC 1244909550, BNF 35065653), p. 114, 141, 372, 614. Libro utilizzato per la stesura dell'articolo
- Jean-Louis Lechat, Un demi-siècle d'aventures[26] t. 2: 1970 - 1996, Bruxelles, Le Lombard, 5 dicembre 1996, 224 p., ill. ( OCLC 37995939, BNF 37539082), pagg. 10, 21, 43, 50, 55, 62, 67, 69, 79, 94, 95, 99, 110, 117, 133, 143, 1[27] 44, 170, 186, 198, 199. Libro utilizzato per scrivere l'articolo.
- Jacques Fiérain (Auteur), La B.D. en Hainaut : coloristes, critiques, dessinateurs, maquettistes et scénaristes d'origine ou d'adoption hainuyère, Jumet, Imprimerie provinciale du Hainaut, 2001, 191 p., ill. ; 21 cm  (OCLC 1009508985).
- Patrick Gaumer, "Dupa", in Dictionnaire mondial de la BD[28][29] et, Paris, Larousse, 2010, 953 p., ill. ; 27 cm (OCLC 920924930,), p. 281. Libro utilizzato per l'articolo.
- Christian James (Autore) e Cécile Tarenne (Collaboratore), Dupa père et fils, Charleroi, Bulle organisatrice BD Charleroi-image, 1989, 86 p., ill. ; 32 cm.
- Philippe Mellot, Michel Denni, Laurent Turpin e Isabelle Morzadec, Trésors de la bande dessinée : BDM 2021-2022 - Catalogue encyclopédique & Argus[30], Paris, Les Arènes, novembre 2020, 1700 p., ill. ; 23 cm ( OCLC 1240308146), p. 40, 187, 222, 246, 247, 292, 302, 741, 795, 803, 1265, 1279. Libro utilizzato per scrivere l'articolo.

#### Articoli
- Hubert Leclercq, "Cubitus è orfano", La DH Les Sports+, 9 novembre 2000
- Bob de Groot, "Cubitus a perdu son maître", La Lettre - L'officiel de la bande dessinée, Dargaud, n. 57, gennaio-febbraio 2001, p. 33
- Dany (Didier Pasamonik), "Dany ("Olivier Rameau", "Guerrières de Troy") (1/3) : "Greg era uno straordinario lavoratore"", ActuaBD, 4 marzo 2014
- Catherine Henry, "Dupa - bibliografia, foto, biografia", BDParadisio, 2018.
- Sarkis Geerts, "Thierry Luthers rilascia una Routard des tombes du Brabant wallon", La DH Les Sports+, 18 ottobre 2019.